# Bryan Robson
Bryan Robson, född 11 januari 1957 i Chester-le-Street i County Durham i England, är en engelsk fotbollstränare och fd fotbollsspelare, mest känd som lagkapten i Manchester United och det engelska landslaget under 1980-talet.

## Karriär
Som lagkapten i både Manchester United och engelska landslaget ansågs Robson av många vara en av de mest kompletta mittfältarna i landet. Ett typiskt scenario var att Robson vann bollen på egen planhalva, spelade den vidare till en lagkamrat och fortsatte sedan att springa mot mål för att sedan vara med om att avsluta anfallet. Robsons svaghet låg i att han var skadebenägen. 1977, då han spelade i West Bromwich Albion, bröt han benet tre gånger. Under tiden i West Bromwich bröt han även handen och näsbenet.
Karriären startade i West Bromwich Albion. Robson gjorde ligadebut som 18-åring i en match mot York City i april 1975. Det blev två mål på tre matcher under första säsongen i A-laget. Följande säsong spelade han 16 ligamatcher när West Bromwich tog steget upp i division 1. I slutet av 1970-talet etablerade sig laget i toppskiktet av ligan, med Robson som en av dess viktigaste spelare. 1979 blev han utsedd till lagkapten och i februari följande år gjorde han landslagsdebut i en EM-kvalmatch mot Irland. Robson fanns dock inte med i den engelska landslagstruppen när Europamästerskapet avgjordes i Italien sommaren 1980.
Efter EM-turneringen tog Robson en ordinarie plats på det engelska mittfältet, en plats han kom att hålla de närmaste tio åren. Totalt gjorde han 26 mål på 90 landskamper, varav 65 som lagkapten. Robson var med i VM-turneringarna 1982, 1986 och 1990 samt EM 1988. I VM-matchen mot Frankrike 1982 gjorde han mål efter 27 sekunder, vilket var det snabbaste målet i VM-historien. Rekordet stod sig till 2002, då Turkiets Hakan Şükür gjorde mål i bronsmatchen mot Sydkorea efter tio sekunder.
Sommaren 1981 lämnade West Bromwichs tränare Ron Atkinson klubben för att ta över Manchester United och i oktober samma år värvade han Bryan Robson för 1,5 miljoner pund, vilket gjorde Robson till den dyraste spelaren i England. Med Manchester United vann Robson FA-cupen 1983, 1985 och 1990. Säsongen 1990/91 spelade han bara 17 ligamatcher på grund av skada, men han var spelklar lagom till finalen i Cupvinnarcupen, där United besegrade Barcelona med 2–1. Det skulle dröja till säsongen 1992/93 innan Robson kunde titulera sig ligamästare. Robson var vid det här laget 36 år och hade fått konkurrens av andra spelare, vilket gjorde att han inte längre hade en fast plats i laget. Han fick ytterligare en ligatitel 1993/94, men han var petad i FA-cupfinalen 1994.
Efter 74 mål på 345 ligamatcher för Manchester United, fick han sommaren 1994 rollen som spelande tränare i Middlesbrough. Under sin första säsong tog han upp klubben i Premier League och 1997 förde han laget till final i FA-cupen, där det blev förlust mot Chelsea. Han stannade i klubben fram till 2001, då han sade upp sig.
I november 2003 tog Robson över division 1-laget Bradford City, men han kunde inte förhindra att klubben åkte ner i division 2. Han fick inget förnyat kontrakt, och i november 2004 tog han över West Bromwich Albion, 23 år efter att ha lämnat samma klubb som spelare.